# Closterium cornu
Closterium cornu  là một loài Song tinh tảo trong họ Desmidiaceae, thuộc chi Closterium.